# Los Angeles Film Critics Association Award du meilleur scénario
Le Los Angeles Film Critics Association Award du meilleur scénario (Los Angeles Film Critics Association Award for Best Screenplay) est une récompense cinématographique américaine décernée par la Los Angeles Film Critics Association depuis 1975 au cours de la cérémonie annuelle des LAFCA Awards.

## Palmarès

### Années 1970
- 1975 : Joan Tewkesbury (en) pour Nashville
- 1976 : Paddy Chayefsky pour Network : Main basse sur la télévision
- 1977 : Woody Allen et Marshall Brickman pour Annie Hall
- 1978 : Paul Mazursky pour Une femme libre
- 1979 : Robert Benton pour Kramer contre Kramer

### Années 1980
- 1980 : John Sayles pour Return of the Secaucus 7 (en)
- 1981 : John Guare pour Atlantic City
- 1982 : Larry Gelbart et Murray Schisgal pour Tootsie
- 1983 : James L. Brooks pour Tendres Passions
- 1984 : Peter Shaffer pour Amadeus
- 1985 : Terry Gilliam, Charles McKeown et Tom Stoppard pour Brazil
- 1986 : Woody Allen pour Hannah et ses sœurs
- 1987 : John Boorman pour Hope and Glory
- 1988 : Ron Shelton pour Duo à trois
- 1989 : Gus Van Sant et Daniel Yost  pour Drugstore Cowboy

### Années 1990
- 1990 : Nicholas Kazan pour Le Mystère von Bülow
- 1991 : James Toback pour Bugsy
- 1992 : David Webb Peoples pour Impitoyable
- 1993 : Jane Campion pour La Leçon de piano
- 1994 : Quentin Tarantino et Roger Avary pour Pulp Fiction
- 1995 : Emma Thompson pour Raison et Sentiments
- 1996 : Joel et Ethan Coen pour Fargo
- 1997 : Curtis Hanson et Brian Helgeland pour L.A. Confidential
- 1998 : Warren Beatty et Jeremy Pikser pour Bulworth
- 1999 : Charlie Kaufman pour Dans la peau de John Malkovich

### Années 2000
- 2000 : Kenneth Lonergan pour Tu peux compter sur moi
- 2001 : Christopher Nolan pour Memento
- 2002 : Alexander Payne et Jim Taylor pour Monsieur Schmidt
- 2003 : Shari Springer Berman et Robert Pulcini pour American Splendor
- 2004 : Alexander Payne et Jim Taylor pour Sideways
- 2005 : ex-æquo Dan Futterman pour Truman Capote et Noah Baumbach pour Les Berkman se séparent
- 2006 : Peter Morgan pour The Queen
- 2007 : Tamara Jenkins pour La Famille Savage
- 2008 : Mike Leigh pour Be Happy
- 2009 : Jason Reitman et Sheldon Turner (en) pour In the Air

### Années 2010
- 2010 : Aaron Sorkin pour The Social Network
- 2011 : Asghar Farhadi pour Une séparation
- 2012 : Chris Terrio pour Argo
- 2013 : Richard Linklater, Ethan Hawke et Julie Delpy pour Before Midnight
- 2014 : Wes Anderson pour The Grand Budapest Hotel
- 2015 : Tom McCarthy et Josh Singer pour Spotlight
- 2016 : Yórgos Lánthimos et Efthýmis Filíppou pour The Lobster
- 2017 : Jordan Peele pour Get Out
- 2018 : Nicole Holofcener et Jeff Whitty (en) pour Les Faussaires de Manhattan
- 2019 : Noah Baumbach pour Marriage Story

### Années 2020
- 2020 : Emerald Fennell pour Promising Young Woman
- 2021 : Ryūsuke Hamaguchi et Takamasa Ōe pour Drive My Car
- 2022 : Todd Field pour Tár